# Puercano
| Sistema/Período | Série/Época | Andar/Estágio  | Idade (Ma)   |
| --- | ----------- | -------------- | ------------ |
| Neogeno | Mioceno     | Aquitaniano    | mais recente |
| Paleogeno | Oligoceno   | Chattiano      | 23.03–28.1   |
| Paleogeno | Oligoceno   | Rupeliano      | 28.1–33.9    |
| Paleogeno | Eoceno      | Priaboniano    | 33.9–37.8    |
| Paleogeno | Eoceno      | Bartoniano     | 37.8–41.2    |
| Paleogeno | Eoceno      | Luteciano      | 41.2–47.8    |
| Paleogeno | Eoceno      | Ipresiano      | 47.8–56.0    |
| Paleogeno | Paleoceno   | Tanetiano      | 56.0–59.2    |
| Paleogeno | Paleoceno   | Selandiano     | 59.2–61.6    |
| Paleogeno | Paleoceno   | Daniano        | 61.6–66.0    |
| Cretáceo | Superior    | Maastrichtiano | mais antigo  |
| Subdivisão do Paleogeno de acordo com a Tabela Cronoestratigráfica Internacional versão 2015/1 da Comissão Internacional sobre Estratigrafia. |             |                |              |

O estágio norte-americano Puercano na escala de tempo geológica é o estágio faunístico norte-americano de acordo com a cronologia North American Land Mammal Ages (NALMA), abrangendo o intervalo de 66.000.000 a 63.300.000 anos AP com duração de 2,7 milhões de anos.

## Mamíferos
Os pesquisadores encontraram, em 2021, evidências de três novas espécies de mamíferos desse período. Mais ou menos do tamanho de uma marmota ou gato doméstico, Beornus honeyi era o maior; Conacodon hettingeri é semelhante a outras espécies de Conacodon, mas difere na morfologia de seu último molar, enquanto Miniconus jeanninae é semelhante em tamanho a outros pequenos "condilares" do Paleoceno mais antigo, mas se distingue por uma minúscula cúspide em seus molares chamada de parastilídeo .